# إيرينا بوي
إيرينا فاسيليفنا بوي (بالأوكرانية: Ірина Василівна Буй)‏، ولدت في 29 أبريل 1995، وهي متزلجة أوكرانية أولمبية للمعاقين ومتزلجة عبر البلاد. فازت بالميدالية الذهبية في حدث الوقوف لمسافة 10 كيلومترات للسيدات في دورة الألعاب البارالمبية الشتوية 2022 التي أقيمت في بكين ، الصين. شاركت أيضًا في الألعاب الأولمبية الشتوية للمعاقين في 2014 و 2018.

## نشأتها
ولدت بوي في 29 أبريل 1995 في ديراجنيا ، خميلنيتسكي أوبلاست. ويشار إلى انها ولدت بتشوه خلقي في اليد اليسرى.

## حياتها المهنية
في سن ال 15 ، بدأت بوي ممارسة الرياضة. ظهرت لأول مرة على الساحة الدولية في ديسمبر 2011 ، حيث شاركت في المسابقات الدولية في التزلج الريفي على الثلج والبياثلون. في عام 2012 ، تم ضم بوي إلى الفريق البارالمبي لأوكرانيا.
في كأس العالم 2012 في فوكاتي ، فنلندا في حدث البياثلون 12.5 كم ، فازت بوي بميدالية برونزية. في بطولة العالم 2013 في Sollefteå ، السويد ، فازت أيضًا بالذهبية والفضية في مسابقات 10 كم و 12.5 كم على التوالي. وفازت بوي في نهائيات كأس العالم في عام 2013.
في بطولة العالم للرياضات الثلجية لعام 2021 في البياتلون ، فات بوي بالميدالية الفضية في حدث البياتلون وقوفًا لمسافة 10 كم للسيدات. كما فازت بالميدالية الذهبية في سباق البياتلون وقوفاً بطول 12.5 كم سيدات.
فازت بالميدالية الذهبية في حدث الوقوف لمسافة 10 كيلومترات للسيدات في دورة الألعاب البارالمبية الشتوية 2022 التي أقيمت في بكين ، الصين. كما فاز المتنافسون الأوكرانيون بالميداليات الفضية والبرونزية.

## وصلات خارجية
- إيرينا بوي على موقع Paralympic.org (الإنجليزية)
- إيرينا بوي على موقع IPC.InfostradaSports.com (مؤرشف) (الإنجليزية)